# ГЕС Белден
ГЕС Белден — гідроелектростанція у штаті Каліфорнія (Сполучені Штати Америки). Знаходячись між ГЕС Карібу 1-2 (вище по течії) та ГЕС Рок-Крік, входить до складу каскаду на річці Норт-Форк-Фетер, яка бере початок у південному масиві Каскадних гір та тече на південь через північно-західне завершення гір Сьєрра-Невада до злиття з Міддл-Форк-Фетер у річку Фетер (ліва притока Сакраменто, що впадає до затоки Сан-Франциско).
В межах проекту річку перекрили кам'яно-накидною греблею висотою 46 метрів, довжиною 152 метри та товщиною по основі 192 метри. Вона утримує водосховище з площею поверхні 0,16 км2 та корисним об'ємом 3 млн м3.
Зі сховища прокладено дериваційний тунель завдовжки 10,3 км, який спершу прямує під лівобережним гірським масивом, а після моста-водовода продовжується на правобережжі Норт-Форк-Фетер. На завершальному етапі ресурс потрапляє до напірного водоводу довжиною 0,5 км.
Основне обладнання станції становить одна турбіна типу Френсіс потужністю 125 МВт, яка працює при напорі у 235 метрів.
Видача продукції відбувається по ЛЕП, розрахованій на роботу під напругою 230 кВ.
Управління роботою станції здійснюється дистанційно з машинного залу Карібу 1.